# Seznam zrušených kostelů v Česku
Seznam kostelů, které během své existence byly sekularizovány, ať už byly později znovu vráceny původnímu účelu nebo nikoliv. Seznam by měl obsahovat v ideálním případě rok založení (vysvěcení), rok předání k sekulárnímu účelu a optimálně i další osud kostela, případně datum znovuvysvěcení. Seznam mnoha zrušených kostelů je k vidění zde Zaniklé kostely v Česku.

## Česko

### Praha
| Název                                                   | Obrázek | Galerie Commons                                                                      | Místo                          | Okres              | Vysvěcení | Sekularizace | Využití                             | Souřadnice                      | Poznámka |
| ------------------------------------------------------- | ------- | ------------------------------------------------------------------------------------ | ------------------------------ | ------------------ | --------- | ------------ | ----------------------------------- | ------------------------------- | -------- |
| kostel svaté Anny                                       |         | Kategorie „Church of Saint Anne (Old Town, Prague)“ na Wikimedia Commons             | Praha 1                        | Praha hlavní město |           | 1782         | „Pražská křižovatka“ Nadace Vize 97 | 50°5′6″ s. š., 14°24′58″ v. d.  |          |
| kostel svatého Šimona a Judy (Praha)                    |         | Kategorie „Church of Saints Simon and Jude (Old Town, Prague)“ na Wikimedia Commons  | Praha 1                        | Praha hlavní město |           | 1961         | Koncertní síň                       | 50°5′31″ s. š., 14°25′14″ v. d. |          |
| Kostel svaté Máří Magdalény (Malá Strana)               |         | Kategorie „České muzeum hudby“ na Wikimedia Commons                                  | Praha 1                        | Praha hlavní město |           | 1783         | České muzeum hudby, uliční průchod  | 50°5′6″ s. š., 14°24′16″ v. d.  |          |
| Kostel svatého Michaela archanděla (Praha, Staré Město) |         | Kategorie „Church of Saint Michael Archangel in Prague“ na Wikimedia Commons         | Praha 1                        | Praha hlavní město |           | asi 1783     | Hudební klub                        | 50°5′11″ s. š., 14°25′13″ v. d. |          |
| Kostel svatého Vavřince (Malá Strana, Hellichova)       |         | Kategorie „Church of Saint Lawrence in Malá Strana, Hellichova“ na Wikimedia Commons | Praha 1-Malá Strana, Helichova | Praha hlavní město |           |              | Koncertní síň                       | 50°5′4″ s. š., 14°24′13″ v. d.  |          |

### Mimo Prahu
| Název                                                  | Obrázek | Galerie Commons                                                                                  | Místo                 | Okres                     | Vysvěcení | Sekularizace       | Využití                                                                   | Souřadnice                       | Poznámka |
| ------------------------------------------------------ | ------- | ------------------------------------------------------------------------------------------------ | --------------------- | ------------------------- | --------- | ------------------ | ------------------------------------------------------------------------- | -------------------------------- | -------- |
| Kostel svaté Máří Magdaleny                            |         | Kategorie „Bývalý kostel sv. Máří Magdaleny (Český Brod)“ na Wikimedia Commons                   | Český Brod            | Kolín                     |           | 1785               | sýpka, později soukromý dům                                               | 50°4′24″ s. š., 14°51′43″ v. d.  |          |
| Kostel Narození Panny Marie                            |         | Kategorie „Former church of the Virgin Mary in Jablonné v Podještědí“ na Wikimedia Commons       | Jablonné v Podještědí | Liberec, dříve Česká Lípa |           | 1786               | pivovar, později škola, pak sklady, věž slouží od r. 2002 jako vyhlídková | 50°45′52″ s. š., 14°45′40″ v. d. |          |
| Kostel Povýšení svatého Kříže                          |         | Kategorie „Church of the Exaltation of the Holy Cross (Jihlava)“ na Wikimedia Commons            | Jihlava               | Jihlava                   |           | 1784               | kostel Církve československé husitské                                     | 49°23′52″ s. š., 15°35′26″ v. d. |          |
| Kostel svaté Alžběty                                   |         | Kategorie „Church of Saint Elisabeth (Jindřichův Hradec)“ na Wikimedia Commons                   | Jindřichův Hradec     | Jindřichův Hradec         |           | 1786               | přestavěn na kovárnu a byty                                               | 49°8′31″ s. š., 15°0′12″ v. d.   |          |
| Kostel Nanebevzetí Panny Marie a svatého Jana Křtitele |         | Kategorie „Church of the Assumption of Our Lady and Saint John the Baptist“ na Wikimedia Commons | Kutná Hora            | Kutná Hora                |           | 1783               | roku 1806 znovu vysvěcen jako farní kostel farnosti Kutná Hora–Sedlec     | 49°57′36″ s. š., 15°17′24″ v. d. |          |
| Kostel svatého Václava                                 |         | Kategorie „Church of Saint Wenceslaus (Litoměřice)“ na Wikimedia Commons                         | Litoměřice            | Litoměřice                |           | 80. léta 18. stol. | od r. 1950 chrám české pravoslavné církve                                 | 50°32′ s. š., 14°7′38″ v. d.     |          |
| Kostel Zvěstování Panny Marie                          |         | Kategorie „Church of the Annunciation of the Virgin Mary (Šumperk)“ na Wikimedia Commons         | Šumperk               | Šumperk                   |           | 1784               | koncertní síň                                                             | 49°57′55″ s. š., 16°58′22″ v. d. |          |
| Kostel sv. Filipa a Jakuba                             |         | Kategorie „Church of Saints Philip and James (Velešín)“ na Wikimedia Commons                     | Velešín               | Český Krumlov             |           | 1785               | do obvodových zdí vestavěny obytné domy                                   | 48°49′45″ s. š., 14°27′47″ v. d. |          |
| Kostel Panny Marie                                     |         | Kategorie „Category:Church of Saint Mary (Opočno)“ na Wikimedia Commons                          | Opočno                | Rychnov nad Kněžnou       |           | před rokem 1980    | koncertní sál, obřadní síň                                                | 50°16′0″ s. š., 16°7′0″ v. d.    |          |
| Kostel svatého Jana Evangelisty                        |         | Kategorie „Category:Church of Saint John the Evangelist (Švihov)“ na Wikimedia Commons           | Švihov                | Klatovy                   |           | 1788?              | bydlení                                                                   | 49°28′49″ s. š., 13°17′15″ v. d. |          |

### Seznam
- Kostel svaté Máří Magdalény (Český Brod)
- Kostel Nanebevzetí Panny Marie a svatého Jana Křtitele – Sedlec u Kutné Hory – odsvěcen, znovuvysvěcen
- Kostel Povýšení svatého Kříže – Jihlava – odsvěcen roku 1871